# 面积矩

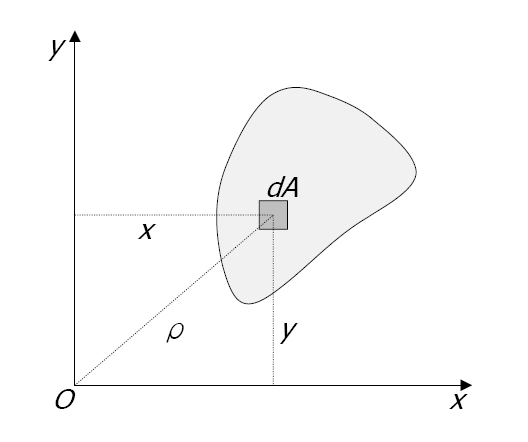
微面積為
及為微面積與坐標系統的距離

某个截面对于一个轴的面积矩，是指截面上一个微元面积与该微元距离该轴的距离的乘积的积分。它經常用來找出一個面积的中心。
{\displaystyle J=\iint _{S}\rho ds}
其中：{\displaystyle \rho }为微元距轴的距离

## 定義
給定一任意形狀之面積A，面積一次矩定義如下：
{\displaystyle S_{x}=\int _{A}dS_{x}=\int _{A}ydA=\sum _{i=1}^{n}{y_{i}\,dA_{i}}=A{\bar {y}}}
{\displaystyle S_{y}=\int _{A}dS_{y}=\int _{A}xdA=\sum _{i=1}^{n}{x_{i}\,dA_{i}}=A{\bar {x}}}
面积一次矩也會用{\displaystyle Q}表示。

## 形心
一個面積的形心便是：
{\displaystyle {\bar {x}}={\frac {S_{x}}{A}}={\frac {\int _{A}xdA}{\int dA}}}
{\displaystyle {\bar {y}}={\frac {S_{y}}{A}}={\frac {\int _{A}ydA}{\int dA}}}